# 新北市立瑞芳高級工業職業學校
新北市立瑞芳高級工業職業學校（英語：New Taipei Municipal Jui-Fang Industrial High School），簡稱瑞芳高工，是一所位於台灣新北市瑞芳區的技術型高中。

## 沿革
1934年（昭和9年），創建「財團法人土木測量技術員養成所」，由臺灣總督府敕任技師八田與一與西村仁三郎、以及曹賜寤與林熊祥等人共同創立，當時借用大稻埕樺山東本願寺（今善導寺）上課。1936年（昭和11年），遷移至成淵中學借用教室日間上課。1939年（昭和14年）9月更名為「私立土木測量學院。 1948年（民國37年），5月遷校至瑞芳，改名為「臺北縣立瑞芳初級工業職業學校」。 1964年（民國53年），升格為「臺灣省立瑞芳高級工業職業學校」。2000年（民國89年），學制改制，定名為「國立瑞芳高級工業職業學校」。2013年（民國102年）配合新北市升格，更名為「新北市立瑞芳高級工業職業學校」。

## 外部連結
- 學校官網 （页面存档备份，存于）